# Martina Pavlicová (etnoložka)
Martina Pavlicová (rozená Nyklová, * 22. července 1964 Uherské Hradiště) je česká etnoložka působící jako profesorka na Ústavu evropské etnologie Filozofické fakulty Masarykovy univerzity v Brně.

## Život

### Raná léta a studium
Narodila se v Uherském Hradišti 22. července 1964. Její matkou byla Anna Havránková, strojírenská pracovnice a posléze tanečnice souboru Hradišťan, a otcem houslista Hradišťanu Jan Nykl. Od svých patnácti let začala rovněž sama chodit do Hradišťanu.
Vystudovala místní gymnázium. V letech 1981–1986 absolvovala studium národopisu na Filozofické fakultě Masarykovy univerzity (MU, tehdy Univerzity Jana Evangelisty Purkyně) v Brně. Tamtéž pak v roce 1993 obhájila kandidátskou práci na téma Lidový tanec v českých zemích. Ve svém studiu se zaměřovala na folkloristiku a sociální kulturu a v 90. letech 20. století se podílela na rozvoji etnologie jako vědeckého a studijního oboru. V roce 2008 byla habilitována docentkou a 8. května 2021 ji prezident Miloš Zeman jmenoval profesorkou.

### Kariéra
Začala působit na Filozofické fakultě MU jako odborná asistentka, posléze profesorka na Ústavu evropské etnologie. V roce 1993 se stala členkou redakční rady odborného časopisu Národopisná revue, kde působila také jako redaktorka. Stala se také členkou programové rady Mezinárodního folklorního festivalu Strážnice. Od roku 1993 působila jako zástupkyně České republiky v International Conseil of Organizations for Folklore Festivals and Folklor Art (COIFF, Mezinárodní rada organizací pro folklorní festivaly a folklorní umění), jež je nevládní organizací UNESCO.
V roce 2013 byla členkou šestičlenné komise, která posuzovala návrhy na zápis do seznamu nehmotného dědictví UNESCO. Podle jejího názoru obor etnologie není velký, má však své nezastupitelné místo díky studiu každodenního života člověka a jeho kultury. V rámci folkloristiky se zabývá životem lidových tradic v jejich nepůvodním prostředí a funkcích, která dle jejího vyjádření zažívá renesanci.

### Rodinný život
Dne 5. května 1984 si vzala za manžela Jiřího Pavlicu, primáše a uměleckého vedoucího Hradišťanu. Podle jeho vyjádření se brali nadvakrát – jednou v kostele a podruhé na úřadě. K březnu 2003 měli spolu tříletou dceru Annu Magdalenu (* cca 2000). Dalším potomkem se stal Marek Pavlica (* cca 2003), který posléze našel uplatnění při hře na housle.